# Cladonia clathrata
Cladonia clathrata Ahti & L. Xavier (1993), è una specie di lichene appartenente al genere Cladonia,  dell'ordine Lecanorales.
Il nome proprio deriva dal latino clathratus, che significa sbarrato, chiuso con inferriate, ad indicare la struttura degli apoteci.

## Caratteristiche fisiche
Il fotobionte è principalmente un'alga verde delle Trentepohlia.
Fra le sostanze isolate in questa specie di lichene figurano diversi galattomannani e galattomannoglucani, tipi di polisaccaridi

## Habitat
Rinvenuta su suolo e su legni in putrefazione

## Località di ritrovamento
La specie è stata rinvenuta nelle seguenti località:
- Brasile, nei pressi di João Pessoa, nello stato di Paraíba

## Tassonomia
Questa specie appartiene alla sezione Cladonia, gruppo C.verticillata, insieme a C. fissidens e C. crinita; a tutto il 2008 non sono state identificate forme, sottospecie e varietà.